# 当坦
当坦（法語：Denting，法語發音：[dɑ̃tɛ̃]）是法国摩泽尔省的一个市镇，属于福尔巴克-布莱摩泽尔区。

## 地理
当坦（49°11'39"N, 6°32'3"E）面积9.67 平方千米，位于法国大東部大區摩泽尔省，该省份为法国东北部内陆省份，是洛林的一部分，西南接默尔特-摩泽尔省，东临下莱茵省，北与卢森堡和德国接壤。
与当坦接壤的市镇（或旧市镇、城区）包括：布莱摩泽尔、库姆、莫梅尔斯特罗夫、尼代尔维斯、奥通维尔。
当坦的时区为UTC+01:00、UTC+02:00（夏令时）。

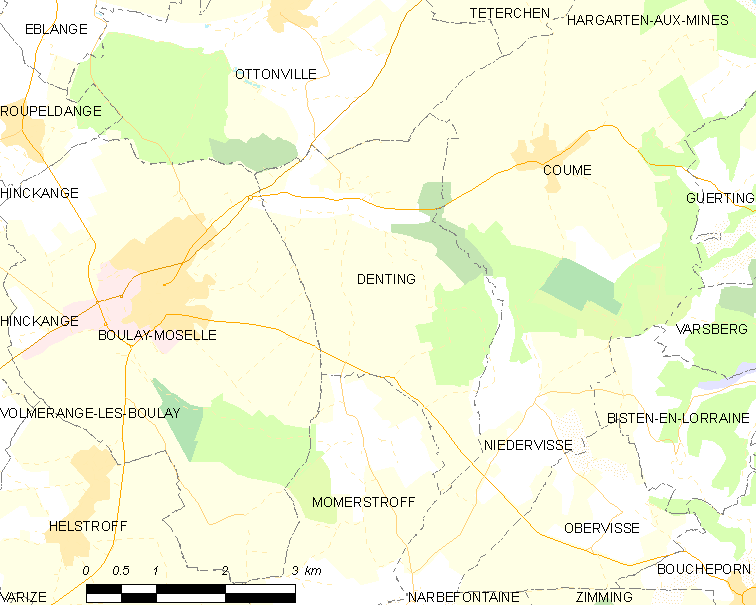
当坦的OSM定位图

## 行政
当坦的邮政编码为57220，INSEE市镇编码为57172。

## 政治
当坦所属的省级选区为布莱摩泽尔县。

## 人口

1962-2008年间当坦人口变化图示

当坦于2022年1月1日时的人口数量为273人。